# Rathäuser in München

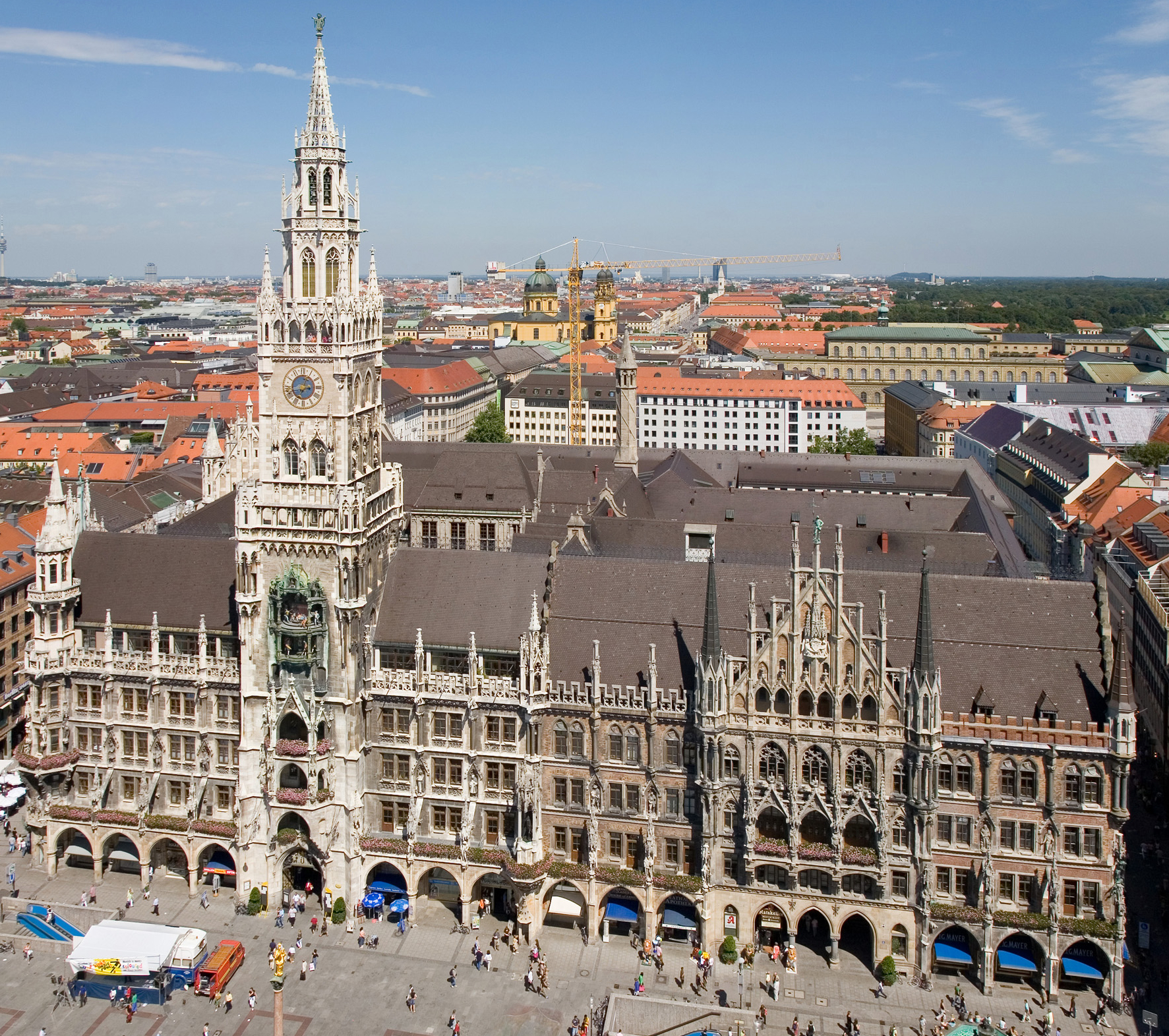
Neues Rathaus vom Petersturm aus gesehen

Diese Seite gibt einen Überblick über Rathäuser im Stadtgebiet der bayerischen Landeshauptstadt München. Das sind zum einen die Rathäuser der Stadt München selbst, zum anderen ehemalige Rathäuser der nach München eingemeindeten Orte.

## Rathäuser der Stadt München
| Bezeichnung                                      | Lage                        | Bauzeit                       | Anmerkungen | Bild           |
| ------------------------------------------------ | --------------------------- | ----------------------------- | --- | -------------- |
| Altes Rathaus                                    | Marienplatz 15 (Standort)   | 1470–1480                     | an Stelle eines durch Blitzschlag zerstörten Vorgängerbaus durch Jörg von Halspach errichtet, schließt nach Norden an das als Rathausturm umgebaute Talburgtor an, bis 1874 Sitz des Münchner Magistrats, nach dessen Umzug ins Neue Rathaus erfolgte der Durchbruch einer Durchfahrt zum Tal | weitere Bilder |
| Neues Rathaus                                    | Marienplatz 8 (Standort)    | 1867–1874 1889–1892 1898–1905 | Sitz der Bürgermeister, des Stadtrates und Hauptsitz der Stadtverwaltung, in drei Bauabschnitten anstelle eines gesamten Häuserblocks zwischen Marienplatz, Wein-, Landschafts- und Dienerstraße errichtet, im Turm Glockenspiel mit 43 Glocken und beweglichen Figuren.                      | weitere Bilder |
| Städtisches Hochhaus (Altes Technisches Rathaus) | Blumenstraße 28b (Standort) | 1928–1929                     | Münchens erstes Hochhaus, ehemals ursprünglich Technisches Rathaus genannt, heute Sitz des Referates für Stadtplanung und Bauordnung | weitere Bilder |
| Technisches Rathaus                              | Friedenstraße 40 (Standort) | 1997–2000                     | Sitz des Baureferates | weitere Bilder |

## Ehemalige Rathäuser eingemeindeter Orte
Einige der Rathäuser der nach München eingemeindeten Orte sind noch erhalten. Aufgrund ihres Alters und ihrer historischen Bedeutung stehen die meisten davon unter Denkmalschutz.
| Bezeichnung            | Lage                                                        | Bauzeit   | Anmerkungen | Bild                |
| ---------------------- | ----------------------------------------------------------- | --------- | --- | ------------------- |
| Rathaus Feldmoching    | Josef-Frankl-Straße 55 Feldmoching (Standort)               | 1913      | erbaut als Rathaus der Gemeinde Feldmoching | Rathaus Feldmoching |
| Rathaus Großhadern     | Würmtalstraße 126 Großhadern (Standort)                     | 1930–31   | erbaut nach Plänen von Ludwig Zwingmann als Rathaus der Gemeinde Großhadern | weitere Bilder      |
| Altes Pasinger Rathaus | Bäckerstraße 14 Pasing (Standort)                           | 1899–1901 | erbaut nach Plänen von Otto Numberger als Rathaus der Gemeinde Pasing (ab 1905 Stadt Pasing), bis 1937 als Rathaus genutzt | weitere Bilder      |
| Pasinger Rathaus       | Bäckerstraße 9 mit Landsberger Straße 486 Pasing (Standort) | 1936–37   | erbaut nach Plänen der Architekten Friedrich Lämmle, Heinrich Volbehr und Heinrich Rettig als neues Rathaus der Stadt Pasing, nur vom 15. November 1937 bis zur Eingemeindung Pasings am 1. April 1938 als Rathaus genutzt, heute dort u. a. Bezirksinspektion, Bürgerbüro, Standesamt, Sozialamt und Bezirksausschuss 21 | weitere Bilder      |

## Abgegangene Rathäuser
| Bezeichnung      | Lage                                   | Bauzeit | Anmerkungen | Bild           |
| ---------------- | -------------------------------------- | ------- | --- | -------------- |
| Kleines Rathaus  | Nordostecke des Petersbergl (Standort) |         | schloss an den Rathausturm nach Süden an, Sitz städtischer Behörden wie z. B. des Standesamts, 1944 zerstört, an dieser Stelle jetzt Freitreppe und Cafeterrasse von Rischart | weitere Bilder |
| Rathaus Sendling | Plinganserstraße                       |         | |                |
| Rathaus Solln    | Stridbeckstraße (Standort)             | 1927    | nach Eingemeindung Sollns 1938 Bezirksinspektion des Münchner Bezirks 36 (Solln)                                                                                              |                |